# Tuineje
Tuineje is een gemeente in de Spaanse provincie Las Palmas in de regio Canarische Eilanden met een oppervlakte van 276 km². Tuineje telt 13.945 inwoners (1 januari 2016). De gemeente ligt op het eiland Fuerteventura.

## Plaatsen in de gemeente
Inwonertallen van de plaatsen in de gemeente (2011):
- Gran Tarajal (7.323)
- Tarajalejo (1.296)
- Tesejerague (1.208)
- Tuineje (plaats) (944)
- Las Playitas (832)
- Giniginamar (578)
- Tiscamanita (478)
- Juan Gopar (454)
- Teguital (291)
- Las Casitas (47)

## Demografische ontwikkeling
Bron: INE; 1857-2011: volkstellingen
Antigua · Betancuria · La Oliva · Pájara · Puerto del Rosario · Tuineje